# Lens-Saint-Servais
Lens-Saint-Servais (in het Waals Sint-Servå-Lin) is een deelgemeente van de gemeente Geer, in de provincie Luik in het Waalse Gewest van België. Tot in 1977 was het een zelfstandige gemeente.
In Lens-Saint-Servais bevindt zich de bron van de rivier de Jeker, een zijrivier van de Maas.
Nestor Bayot is uit Lens-Saint-Servais afkomstig. Nestor Bayot was een stalknecht die op 20 augustus 1914 met het Eerste Regiment Gidsen van het Belgisch leger de bossen van Lichtaart verkende.  De soldaat liep daar in een hinderlaag die er door Duitse ulanen was gelegd.  Een eerste Duitse kogel bracht hem ten val en zijn paard vluchtte weg, een tweede kogel betekende zijn dood. Hij werd eerst begraven in Lichtaart, na de oorlog werd zijn lichaam naar zijn geboortedorp overgebracht. Op de plaats waar hij sneuvelde werd aanvankelijk een rouwkapel opgetrokken, die later evolueerde tot het ‘hofke van Bayot’.

## Bezienswaardigheden
- De Sint-Servaaskerk (Église Saint-Servais) is een classicistisch bouwwerk van 1769.
- De voormalige kasteelboerderij met een 16e-eeuws woonhuis.

## Natuur en landschap
Lens-Saint-Servais ligt aan de bovenloop van de Jeker. De hoogte aan de kerk bedraagt 136 meter.

## Demografische ontwikkeling
- Bronnen:NIS, Opm:1831 tot en met 1970=volkstellingen, 1976= inwoneraantal op 31 december

## Galerij

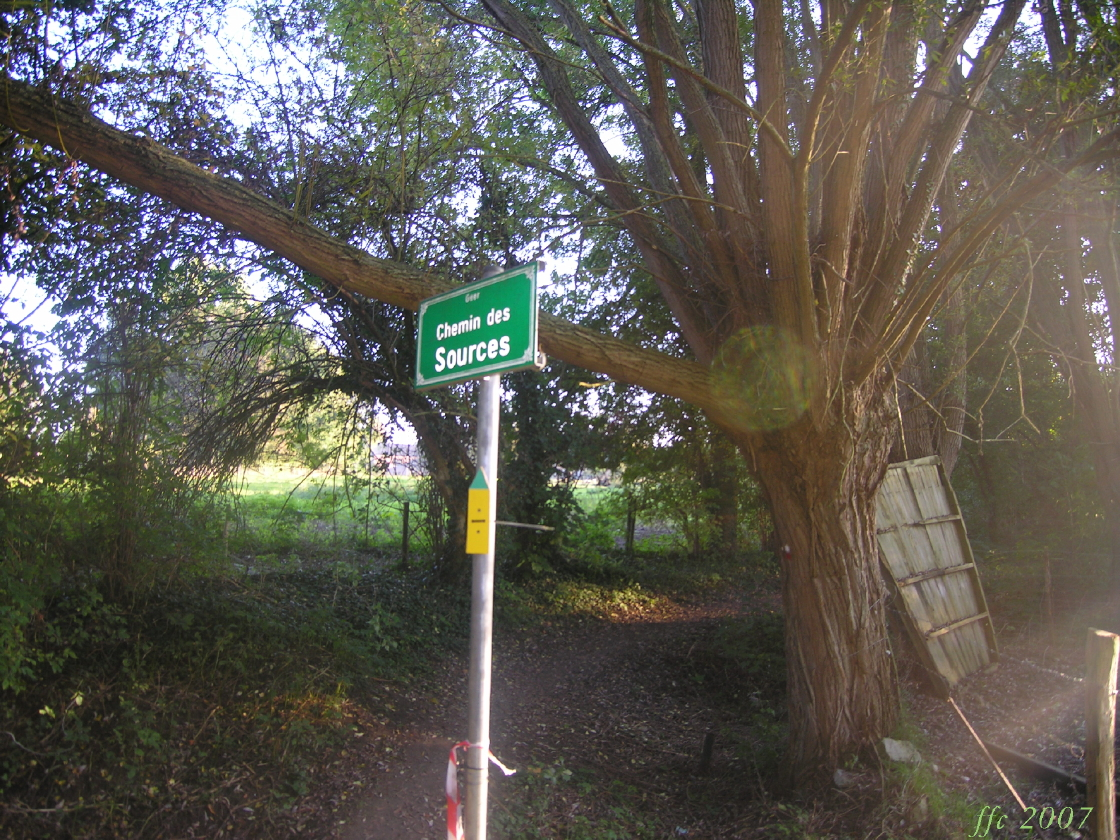
Weg bij Jekerbron
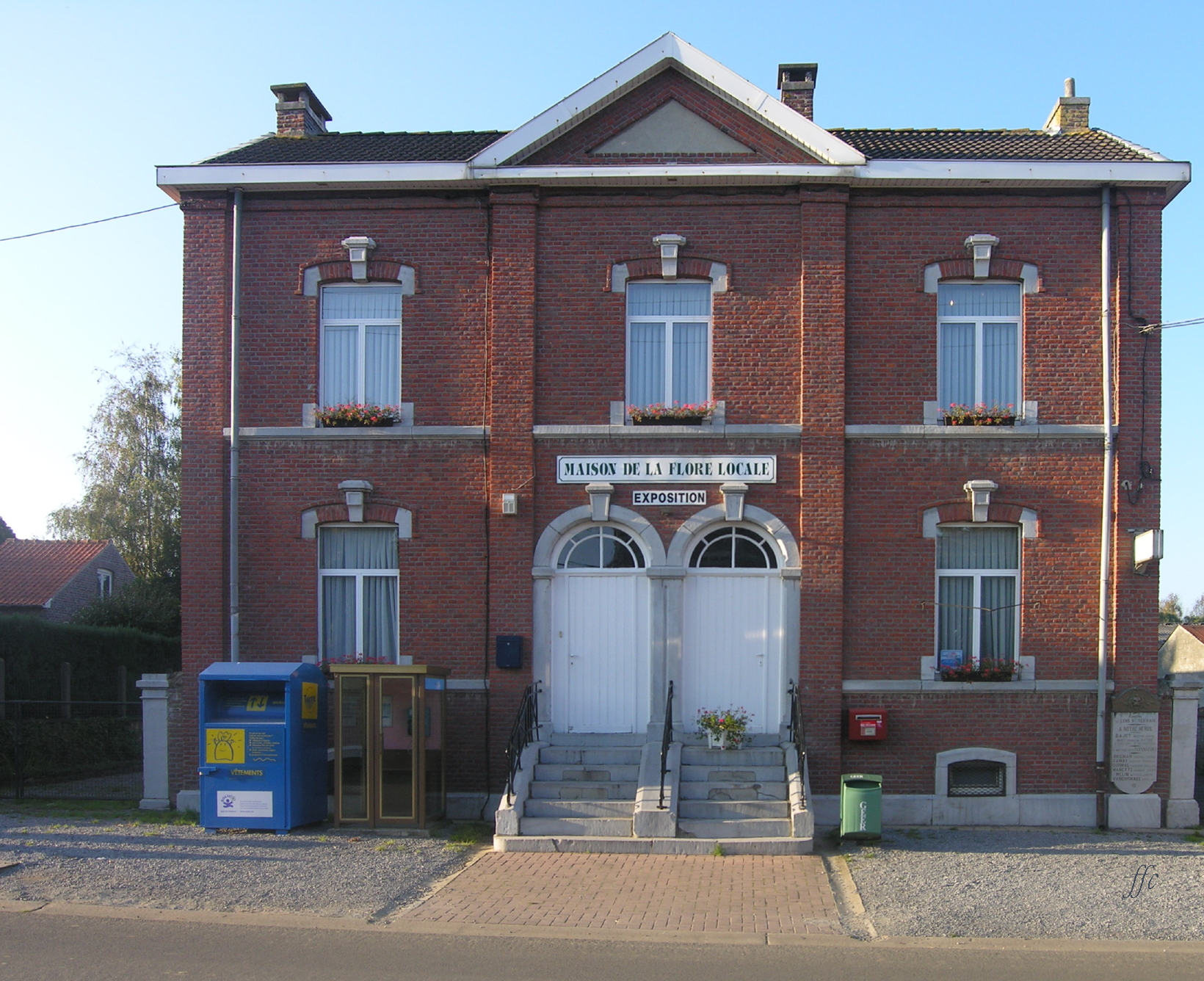
Voormalig gemeentehuis en basisschool
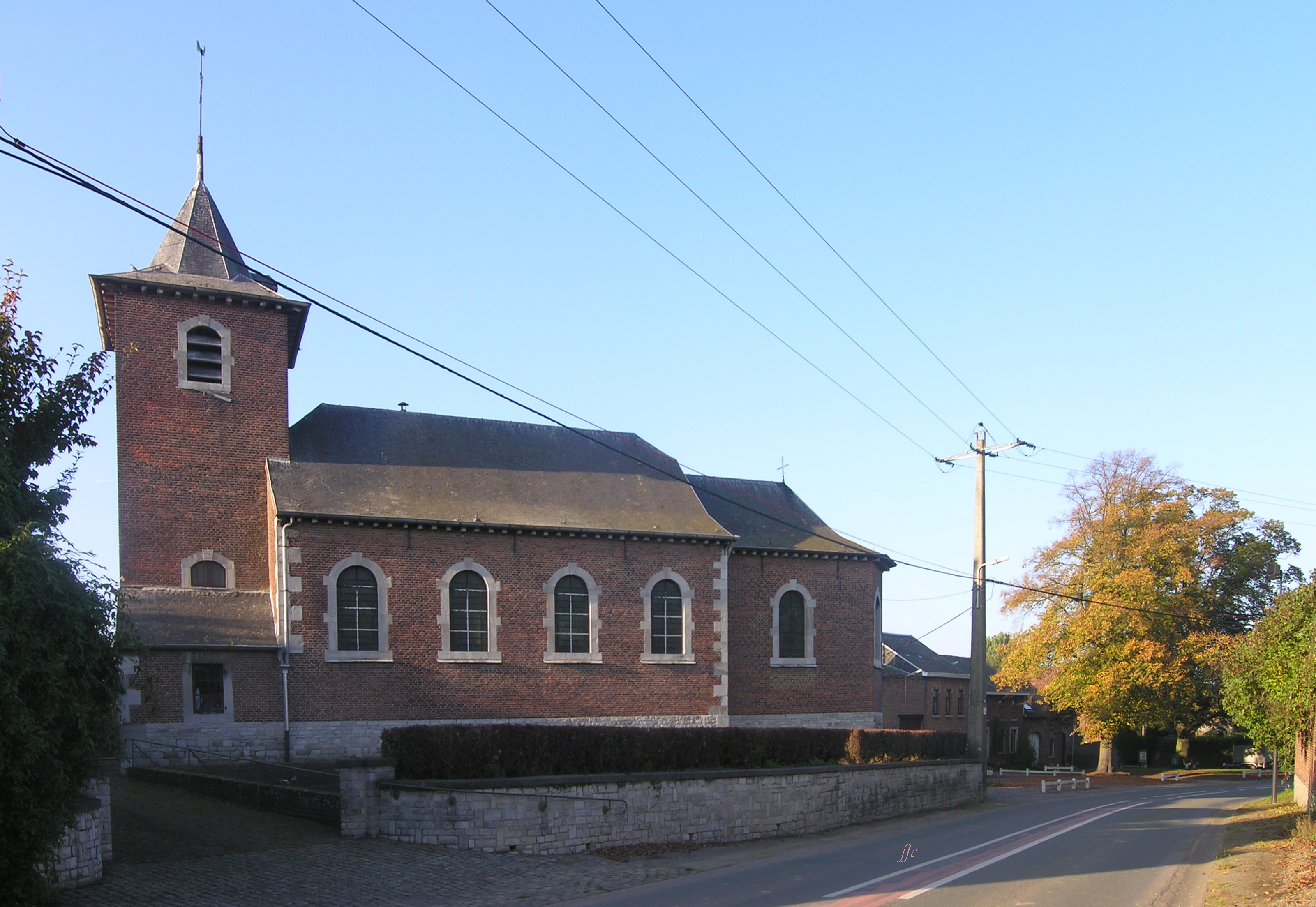
Sint-Servaaskerk
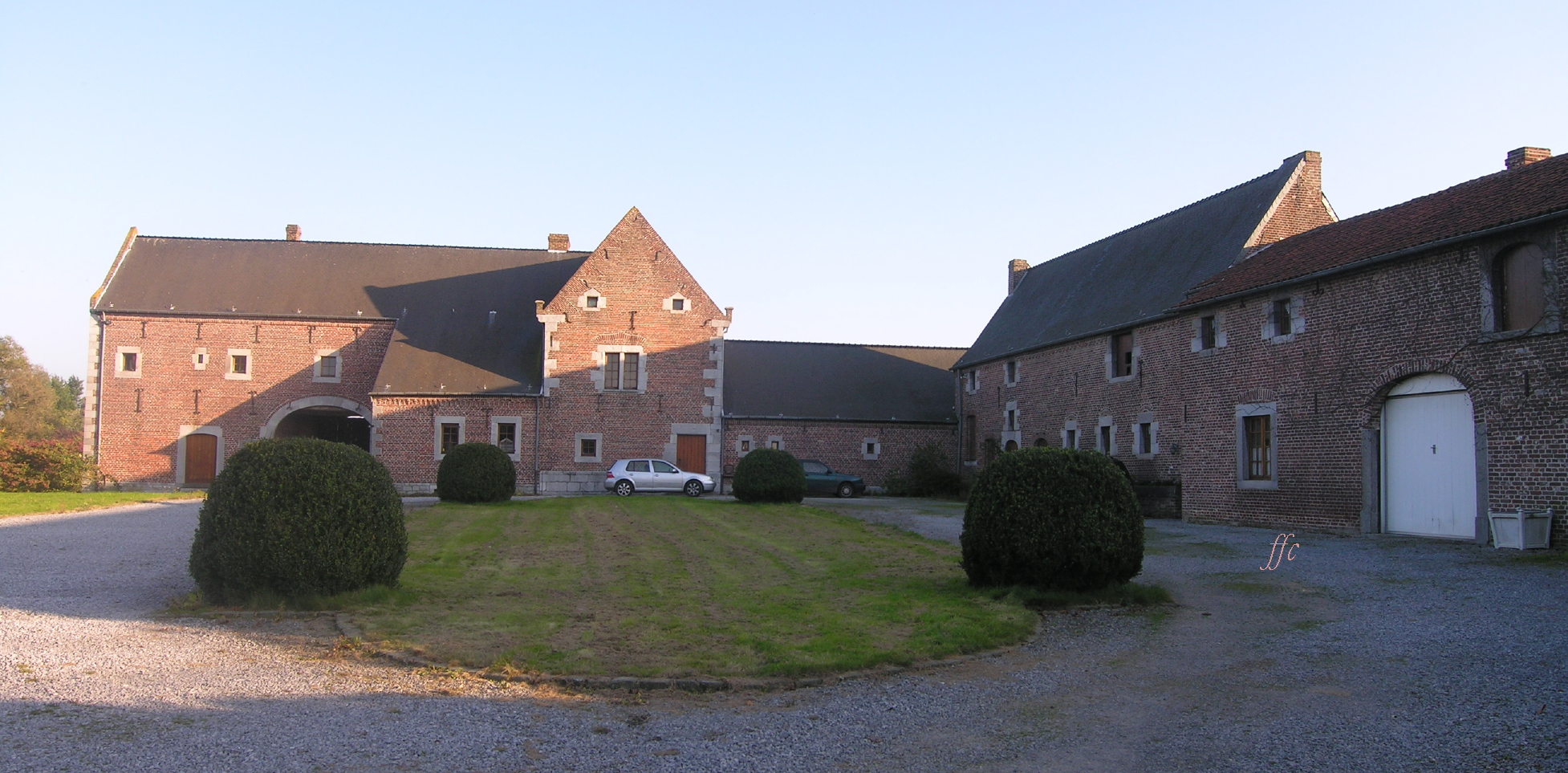
Versterkte hoeve
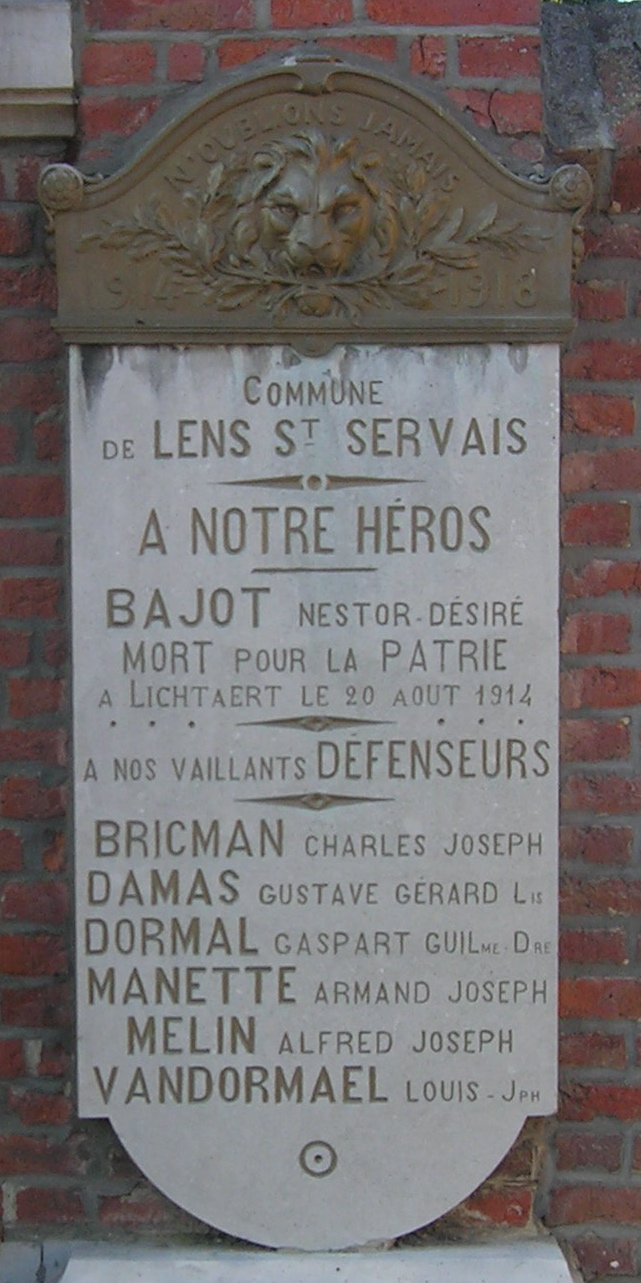
Gedenkteken Eerste Wereldoorlog

## Nabijgelegen kernen
Lens-Saint-Remy, Blehen, Abolens, Geer, Tourinne
Deelgemeenten: Boëlhe · Darion · Geer · Hollogne-sur-Geer · Lens-Saint-Servais · Ligney · Omal

Belgische gemeenten · arrondissement Borgworm · provincie Luik · Wallonië